# Ultima ratio regum

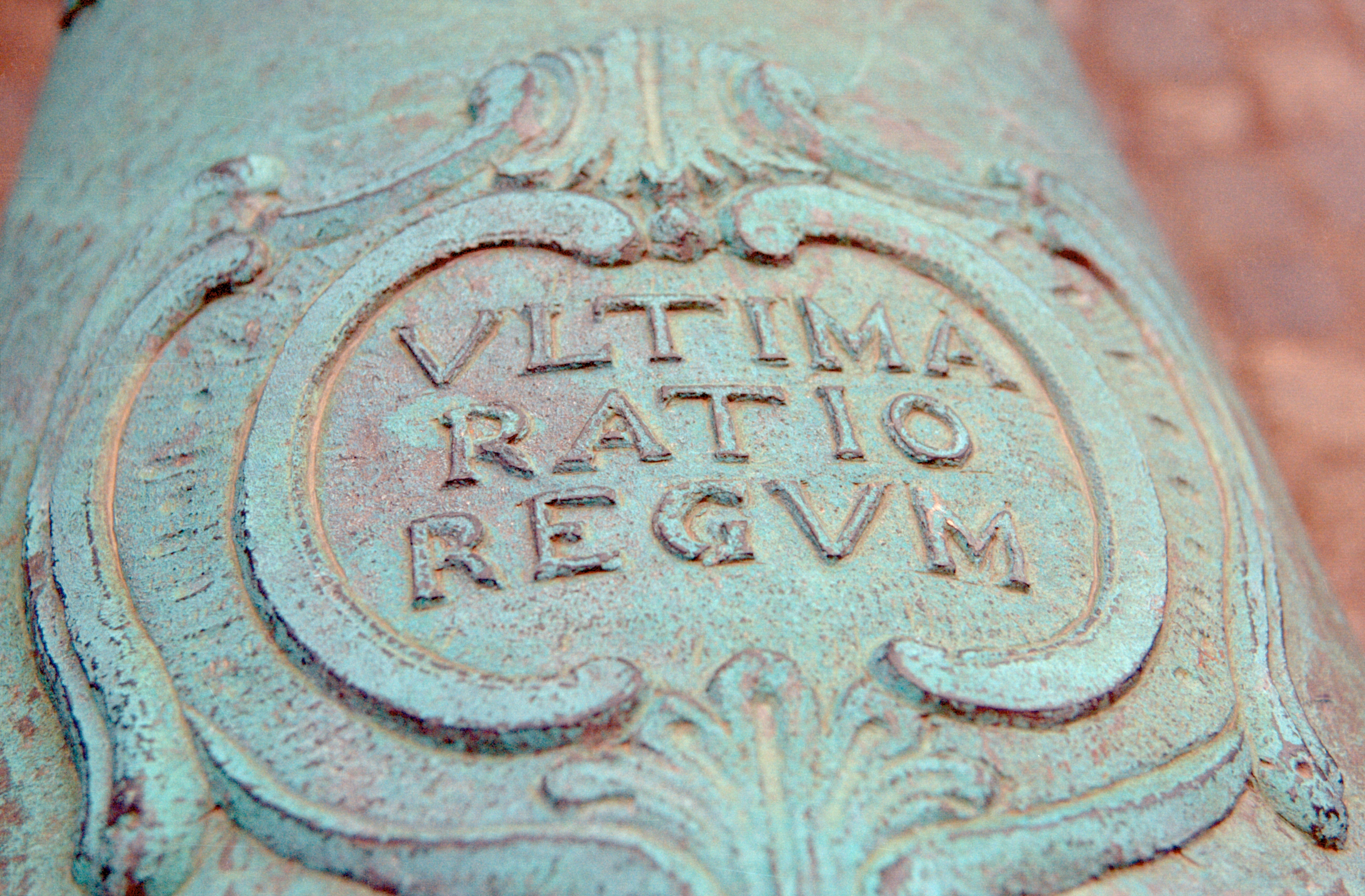

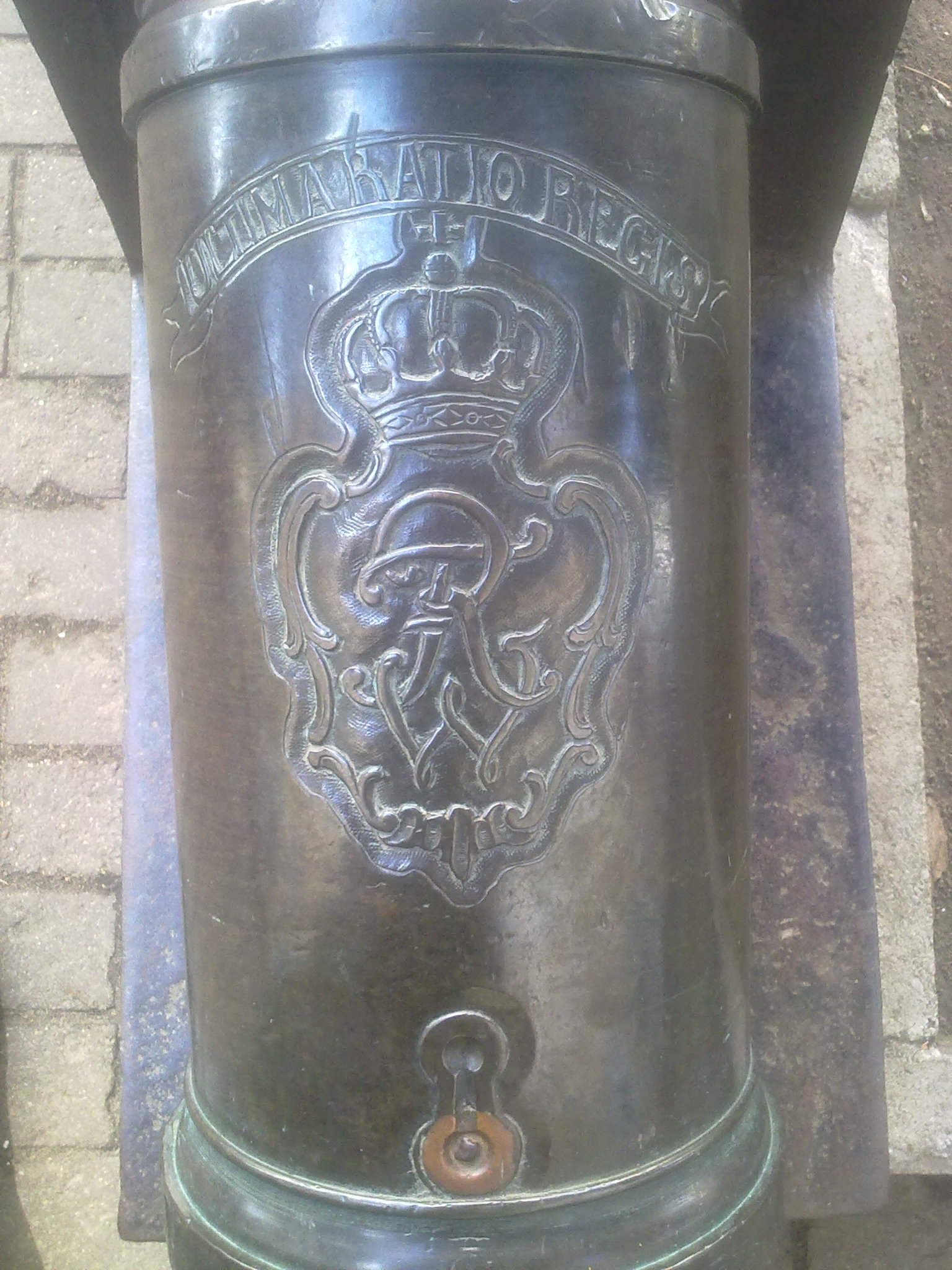

La locuzione latina ultima ratio regum, tradotta letteralmente, significa l'ultima ragione dei re, ovvero in senso metaforico indica come la forza militare sia la risorsa finale a sostegno dell'autorità di un sovrano.

## Storia
Questo motto fu fatto apporre nel 1650 da Luigi XIV sui suoi cannoni e rimase in uso sulle artiglierie francesi fino alla caduta della monarchia, e apparve anche sulle artiglierie del Ducato di Savoia. La variante ultima ratio regis (l'ultima ragione del re) fu usata a partire dal 1742 sulle artiglierie prussiane per decisione di Federico il Grande e successivamente anche sui cannoni spagnoli, mentre l'analogo regis ultima ratio è tuttora il motto dell'artiglieria del Regno del Belgio. Ormai è divenuto proverbiale per indicare come la forza, nei regnanti, supplisce gli argomenti.